# Tricky Stewart
Christopher Alan "Tricky" Stewart är en amerikansk musikproducent född den 4 januari 1974 i Markham, Illinois. Han har skapat flera hits åt en mängd av artister däribland Beyoncés “Single Ladies (Put a Ring on It)”, Britney Spears' "Me Against the Music", Mýas “Case of the Ex”, Rihannas “Umbrella”, Mary J. Bliges “Just Fine”, Mariah Careys "Touch My Body" och "Obsessed" samt Jesse McCartneys “Leavin'”.